# Дамкер
Дамкер (њем. Dahmker) општина је у њемачкој савезној држави Шлезвиг-Холштајн. Једно је од 131 општинског средишта округа Херцогтум Лауенбург. Према процјени из 2010. у општини је живјело 155 становника. Посједује регионалну шифру (AGS) 1053021.

## Географски и демографски подаци
Дамкер се налази у савезној држави Шлезвиг-Холштајн у округу Херцогтум Лауенбург. Општина се налази на надморској висини од 36 метара. Површина општине износи 2,0 km². У самом мјесту је, према процјени из 2010. године, живјело 155 становника. Просјечна густина становништва износи 76 становника/km².

## Међународна сарадња
| Мјесто | Држава    | Врста сарадње | Од    |
| ------ | --------- | ------------- | ----- |
|        | Финска    | партнерство   | 1982. |
|        | Француска | партнерство   | 1971. |
| Сковбо | Данска    | партнерство   | 1984. |
| Извор  |           |               |       |